# 异星探险家
《异星探险家》（风格化写作“ʌSTRONEER”）是一款由System Era Softworks开发并发行在Windows和Xbox One上的第三人称開放世界冒险游戏，本作是该工作室成立后的第一款作品，并采用了低多边形加卡通渲染的视觉风格。
游戏允许玩家扮演一名宇航员在一颗无人的陌生星球上开始探索冒险之旅，并可以将游戏舞台延伸至整个星系。游戏早期测试阶段的版本没有设置任何具体的故事剧情和结局。
游戏于2016年12月16日在Steam网络商店、Windows商店以及Xbox商店上发售了pre-alpha阶段的抢先体验版（Early Access），并包含有中文。游戏支持Xbox Play Anywhere服务。

## 概况
《异星探险家》是一款第三人称视角的开放世界游戏，在游戏中玩家将扮演一名宇航员从一颗无人的星球开始探索和冒险，并可以将自己的足迹踏到其他的星球上。玩家从太空站被发射到一颗荒无人烟的星球上，并开始自己的探险之旅。最初玩家需要在星球上采集资源建造不同的设施获得更丰富的设备，在抢先体验版游戏中，玩家可以通过类似吸尘器的工具采集基础的资源并获得建设材料或道具，或通过精炼获得金属材料；此外在游戏中还存在坠毁的卫星和不明植物，玩家可以收集它们上面的新的科技设备和稀有资源。玩家还可以通过这个类似吸尘器的工具重新塑造星球的地形，创建捷径或填补深坑。在收集足够的资源建造太空飞船后，玩家便可以以此前往其他的星球继续自己的冒险。除了宇宙飞船，玩家还可以建造漫游车加速自己在星球表面的探索。
在游戏中，没有敌人或者怪兽来袭击玩家，不过玩家自己还是会在游戏中因为缺氧、暴露于沙尘暴、吸入毒气等情况而死亡。
在正式發布版中移除了沙塵暴的設定，但有會攻擊玩家的野生植物。
游戏支持网络联机，最高支持4人游戏。而Windows10和Xbox One版还支持Xbox Play Anywhere服务，允许Windows与Xbox One跨平台同步游戏存档。

## 开发
《异星探险家》由System Era Softworks开发，这是该工作室成立后的第一款作品。而工作室的成员大多有在343 Industries、Valve、Ubisoft等大型游戏开发商里的工作经历，本作的美术设计之一Adam Bromell曾担任《刺客信条 大革命》的美术总监。
游戏采用虚幻引擎4开发，并采用了低多边形加卡通渲染的视觉风格。。
游戏最初公布于2015年10月，并在2016年12月16日发售了抢先体验版。本作是微软的“ID@Xbox”计划中的一员。